# Sinusrelation
Sinusrelationen er en matematisk formel inden for trigonometrien, der sammenfatter længden af en trekants sider og størrelsen af dens vinkler i et regneudtryk: Dividerer man længden af en side med sinus til den modstående vinkel, får man samme forholdstal for alle tre "par" af sider og modstående vinkler. Almindeligvis kaldes siderne for a, b og c og deres modstående vinkler for hhv. A, B og C, og med den notation ser formlen således ud:
{\displaystyle {\frac {a}{\sin A}}={\frac {b}{\sin B}}={\frac {c}{\sin C}}=2R}
hvor R er radius i trekantens omskrevne cirkel.
Til beregning af vinklerne i en trekant kan denne omskrivning bruges:
{\displaystyle {\frac {\sin A}{a}}={\frac {\sin B}{b}}={\frac {\sin C}{c}}}
Bemærk at sinusrelationen gælder for alle trekanter.
Formlen kan bruges til at finde enten sidelængder eller vinkler i en trekant ved at lave en ligning ud af to af de tre brøker, og isolere enten en side eller en vinkel på den ene side af lighedstegnet. I sidstnævnte tilfælde fås, at sinus til en vinkel er lig med en given størrelse – og sådan en ligning har to principale løsninger: en stump eller en spids vinkel. Da det gælder, at {\displaystyle \sin(180-v)=\sin(v)} kan man ikke se forskel på stump eller spids, og der kan være to løsninger til trekanten. Derfor bruges sinusrelationen kun til at bestemme vinkler i trekanter, hvor cosinusrelationerne eller andre formler ikke giver entydige løsninger.

## Bevis for sinusrelationerne
Der findes tre formler for udregning af areal i vilkårlige trekanter, som alle er lig T. (se trekant) Disse må derfor nødvendigvis være lig hinanden.
{\displaystyle {\frac {1}{2}}\cdot {b}\cdot {c}\cdot {\sin A}={\frac {1}{2}}\cdot {a}\cdot {c}\cdot {\sin B}={\frac {1}{2}}\cdot {a}\cdot {b}\cdot {\sin C}}
Der divideres med {\displaystyle {\frac {1}{2}}\cdot {a}\cdot {b}\cdot {c}} på alle sider af lighedstegnene:
{\displaystyle {\frac {{\frac {1}{2}}\cdot {b}\cdot {c}\cdot {\sin A}}{{\frac {1}{2}}\cdot {a}\cdot {b}\cdot {c}}}={\frac {{\frac {1}{2}}\cdot {a}\cdot {c}\cdot {\sin B}}{{\frac {1}{2}}\cdot {a}\cdot {b}\cdot {c}}}={\frac {{\frac {1}{2}}\cdot {a}\cdot {b}\cdot {\sin C}}{{\frac {1}{2}}\cdot {a}\cdot {b}\cdot {c}}}}
Dette resulterer i:
{\displaystyle {\frac {\sin A}{a}}={\frac {\sin B}{b}}={\frac {\sin C}{c}}}

## Sinusrelationen for sfæriske trekanter
For sfæriske trekanter på en kugleoverflade gælder en tilsvarende sinusrelation:
{\displaystyle {\frac {\sin A}{\sin a}}={\frac {\sin B}{\sin b}}={\frac {\sin C}{\sin c}}}
Da det gælder for sinus-funktionen at
{\displaystyle \lim _{a\rightarrow 0}{\frac {\sin a}{a}}=1}
ses at den sfæriske sinusrelation vil tilnærme sig den sædvanlige sinusrelation når sidelængderne går mod 0, svarende til den sfæriske trekants krumning aftager.

## Bøger
- Holth, Klaus m.fl. (1987): Matematik Grundbog 1. Forlaget Trip, Vejle. ISBN 87-88049-18-3
- Schultz, Jonny (1990): Matematik højniveau 1 - plangeometri og rumgeometri. Forlaget Trip, Vejle. ISBN 87-88049-16-7